# David van Dantzig
David van Dantzig (né le 23 septembre 1900 à Amsterdam; mort le 22 juillet 1959 à Amsterdam) est un mathématicien néerlandais.

## Biographie
Van Dantzig nait dans une famille juive à Amsterdam en 1900. Il publie ses premiers travaux de mathématiques en 1913, alors qu'il n'est encore que collégien. Il doit interrompre sa scolarité pour des raisons financières et ce n'est qu'à partir de 1923 qu'il peut s'inscrire aux cours du soir, et de là s'inscrire à l'université d'Amsterdam. En 1927 il devient l'assistant de Jan Arnoldus Schouten à l'université de technologie de Delft, chargé du cours de propédeutique. Par suite d'un différend avec son directeur de thèse, L. E. J. Brouwer, il s'inscrit en 1929 à l'Université de Groningue et poursuit sa thèse (« Études de topologie algébrique », 1931), sous la direction de Bartel Leendert van der Waerden, qu'il connaît depuis ses années d'école. Mais Brouwer ne décolère pas : il élève même contre Van Dantzig des reproches de plagiat (il n'aurait pas cité ses travaux, et n'aurait pas obtenu seul ses résultats) et tente, en vain, de s'opposer à l'admission de Dantzig comme privat-docent de l'université de Delft (1932) ; mais van der Waerden défend sa candidature auprès de Schouten. Il est nommé successivement professeur surnuméraire (1938) puis professeur titulaire (1940) de l'université de Delft, mais la Bataille des Pays-Bas le pousse à partir à Amsterdam, où il est nommé professeur en 1946, et devient l'un des fondateurs du centre de mathématiques appliquées Centrum voor Wiskunde en Informatica.
Il a comme étudiant notamment Jan Hemelrijk et Constance van Eeden.

## Œuvre scientifique
Van Dantzig s'est essentiellement consacré à l'algèbre topologique, mais s'est intéressé également, sous l'impulsion de Schouten, à la géométrie différentielle en lien avec la notion de courbure dans la théorie de la Relativité générale, et à la physique des champs (électrodynamique, hydrodynamique). Après la guerre, il s'est tourné surtout vers la théorie des probabilités conditionnelles et la théorie de la décision.
Van Dantzig est l'inventeur d'un groupe topologique exemplaire, le solénoïde dyadique, dont les éléments sont des suites infinies de nombres complexes (q0, q1, q2, ...) du disque unité, tels que pour tout indice i, qi2 = qi-1. Ce groupe est doté d'une multiplication qui se fait composante par composante. Ce solénoïde dyadique est un continuum indivisible au sens de Brouwer.
En 1954, Van Dantzig anime une session plénière du Congrès international des mathématiciens (ICM) d'Amsterdam, consacrée aux problèmes mathématiques posés par les Inondations de 1953. Ses études sur ce thème ont été reprises par son étudiant, Jan Hemelrijk.

## Voir également
- Gerard Alberts, « David van Dantzig », Nieuw Archief voor Wiskunde,‎ septembre 2000 (lire en ligne [PDF])
- van Eeden, Constance, The scientific family tree of David van Dantzig, CWI, cop. 2000 (ISBN 90-6196-492-X et 978-90-6196-492-6, OCLC 67407164, lire en ligne)